# París-Roubaix 1913
La París-Roubaix 1913 fou la 18a edició de la París-Roubaix. La cursa es disputà el 23 de març de 1913 i fou guanyada pel luxemburguès François Faber. Aquesta és fins avui dia l'única victòria luxemburguesa en aquesta clàssica.

## Classificació final
|    | Ciclista           | Equip          | Temps |
| -- | ------------------ | -------------- | ----- |
| 1  | François Faber     | Peugeot-Wolber |       |
| 2  | Charles Deruyter   | Peugeot-Wolber |       |
| 3  | Charles Crupelandt | La Française   |       |
| 4  | Louis Mottiat      | Alcyon         |       |
| 5  | Louis Luguet       | Automoto       |       |
| 6  | Joseph van Daele   | JB Louvet      |       |
| 7  | Jules Masselis     | Alcyon         |       |
| 8  | Georges Passerieu  | Automoto       |       |
| 9  | Auguste Benoit     | La Française   |       |
| 10 | André Blaise       | Alcyon         |       |